# 亚历山大·伊万诺维奇·乌多维琴科
亚历山大·伊万诺维奇·乌多维琴科（烏克蘭語：Олександр Іванович Удовиченко）是乌克兰人民军陆军将军和军事行政长官。后来，他担任乌克兰人民共和国流亡政府的副总统。